# Franc comorian
Francul comorian sau francul comorez (în franceză franc comorien, iar în limba arabăفرنك قمري, cod ISO 4217: KMF, simbol local: FC) este moneda Uniunii Comorelor. Este subîmpărțit în 100 de centime.
Francul comorian era garantat în raport cu francul francez la o rată de schimb nominală de 75 FC pentru 1 FF. Conform decisiei Consiliului European din 23 noiembrie 1998, trecerea la euro nu modifică acordurile semnate între Franța pe de o parte, Uniunea Monetară Vest Africană, statele membre ale Băncii Statelor Africii Centrale, și Comore pe de altă parte. Astfel, de la 1 ianuarie 1999, rata de schimb se deduce din paritatea dintre francul francez și euro. (1 € = 6,55957 FF) adică 1 € = 491,968 FC (curs variabil, potrivit piețelor). Spre deosebire de francul francez, francul comorian nu este o diviziune a monedei euro.

## Istorie
- În Primul Război Mondial, ca urmare a insuficienței monedelor de valoare măruntă și problemelor de comunicare cu metropola, monedele metalice au fost înlocuite printr-o monedă constituită dintr-un timbru poștal cu valoarea nominală de 0,05 franc lipit pe un carton care avea pe dos desenul unui câine sau al unui bou.
- La 31 decembrie 1974, a fost creat Institutul de Emisiune al Comorelor, ca și agenție autonomă a Băncii Franței.
- La 23 noiembrie 1979, a fost semnat un acord de cooperare monetară între  Franța și Republica Islamică a Comorelor care garanta paritatea francului comorian cu francul francez (1FRF = 50FC).
- La 1 iulie 1981, Banca Centrală a Comorelor succede Institutului de Emisiune al Comorelor.
- La 11 ianuarie 1994, francul comorian suferă o devalorizare de 33% (1 FF = 75 FC).
- La 1 ianuarie 1999, francul comorian este de acum înainte aliniat după valoarea în euro a francului francez, dar rămâne garantat de Banca Franței :
1 € = 491,968 FC (această rată rămâne revizuibilă și nu este garantat decât potrivit acordurilor cu Franța ; pe piețele internaționale, francul comorean poate avea rate de schimb ușor diferite, în funcție de ofertele și cererile de lichidități)

### Bancnote
- 500 FC (circa 1 euro)
- 1 000 FC (circa 2 euro)
- 2 000 FC (circa 5 euro)
- 5 000 FC (circa 10 euro)
- 10 000 FC (circa 20 euro)

La 30 decembrie 2005, Banca Centrală a Comorelor a emis noi cupiuri de 500, 1.000, 2.000, 5.000, 10.000 franci comorieni. O bandă iridescentă verticală este prevăzută pentru a le face mai greu de falsificat.